# 钱能
钱能（？年—？年），女真人，明朝成化时期的御用監太监，明宪宗时的梁芳党人。

## 生平
成化年间云南镇守太监，骄横多行不法事。旧制度安南国贡道自广西出，当时地方官请改由云南出，明宪宗不允许。他谎称安南的捕盗兵马入境，请派指挥使郭景宣谕安南国王黎思诚，明宪宗听从。于是令郭景携带玉带、彩缯、犬马等赠给安南王，欺骗贡道改从云南入境。入境遭到边使拒绝，于是回去。之后，钱能和郭景、指挥卢安索取干崖、孟密土司金宝，又杖死守矿千户。三年后事发被劾。郭景投井自杀。钱能被从宽处理，召还安置南京，任南京守备。久之而卒。

## 亲属
- 钱喜（兄）
- 钱福（兄）—御马监太监
- 钱义（弟）

## 延伸阅读
[在维基数据编辑]
 《明史卷三百〇四》，出自《明史》